# Nagy Róbert (labdarúgó)
Nagy Róbert (Debrecen, 1987. november 26. –) magyar labdarúgó, aki jelenleg a Berettyóújfalui SE-ben játszik.

## Pályafutása

### Kezdetek
Nagy Róbert a DVSC utánpótlás csapataiban kezdte pályafutását. A korosztályos csapatok kinövése után 18 esztendősen kölcsönbe került a DVSC fiókcsapatához, a Létavérteshez. Itt másfél szezont töltött el, s ígéretes teljesítményt nyújtott, így 2007 januárjában visszatért Debrecenbe.
Debrecenben az első fél évében a ligacsapatban játszott, majd miután az megszűnt, a helyébe lépő DVSC-DEAC keretéhez tartozott. A „kis Loki”-ban meghatározó emberré vált, s 12 góljával nagy érdemeket szerzett a fiatal gárda NB III-as bajnoki címében. Teljesítménye elismeréseként, még ebben az évben debütált a Soproni Ligában, míg a Ligakupában két találkozón lépett pályára a nagycsapatban. Első mérkőzését az NB I-ben 2007. augusztus 3-án játszotta a BFC Siófok elleni bajnokin, ahol kezdőként pályára lépve végigjátszotta a mérkőzést.

### Diósgyőri VTK
Mivel a DVSC bajnokcsapatába bekerülni még nem sok esélye volt, kölcsönbe került a 2009/2010-es szezonra. A keretét az utolsó pillanatban kialakító DVTK-hoz került, azzal a céllal, hogy stabil helyet harcoljon ki magának az első osztályban. Jelenleg rendszeres csereemberként számít rá Aczél Zoltán. Egy mérkőzésen magára húzta a DVTK-HOLCIM szerelését is, a Kótaj elleni mérkőzésen főképp az ő két góljának köszönhetően nyertek 3-2-re.